# Metamenophra canidorsata
Metamenophra canidorsata är en fjärilsart som beskrevs av Walker 1866. Metamenophra canidorsata ingår i släktet Metamenophra och familjen mätare. Inga underarter finns listade i Catalogue of Life.